# Коробкін Василь Михайлович
Васи́ль Миха́йлович Коро́бкін (1900, село Шебекіно Бєлгородського повіту Курської губернії, тепер місто Шебекіно, Бєлгородська область, Російська Федерація — 1941, Кримська АРСР) — радянський партійний і державний діяч, 2-й секретар Кримського обласного комітету ВКП(б).

## Життєпис
Народився у родині робітника-візника. У 1913 році закінчив двокласне училище у селі Шебекіно. У травні 1913 — грудні 1917 року — слюсар цукрового заводу Ребендера в Шебекіно.
У грудні 1917 — травні 1918 року — червоногвардієць Бєлгородського червоногвардійського загону. Учасник Громадянської війни в Росії. У травні 1918 — червні 1919 року — червоноармієць 5-го Курського полку Інзенської революційної дивізії РСЧА. У червні 1919 — травні 1920 року — курсант однорічної 1-ї школи червоних командирів у місті Орлі.
Член РКП(б) з листопада 1919 року.
У травні — вересні 1920 року — начальник кулеметної команди 11-го відділення Полтавського стрілецького полку РСЧА. У вересні 1920 — червні 1921 року — командир роти 8-го Українського і 3-го Заволзького полків РСЧА.
У червні 1921 — жовтні 1923 року — командир роти Частин особливого призначення (ЧОП) у Харкові. У жовтні 1923 — грудні 1926 року — відповідальний приймальник відділу постачання штабу Українського військового округу.
У грудні 1926 — січні 1928 року — начальник спецчастини Всеукраїнської спілки споживчих товариств у Харкові.
У січні 1928 — лютому 1930 року — директор олійного заводу у селі Веселому Мелітопольського округу. У лютому 1930 — жовтні 1932 року — директор Мелітопольської міжрайонної контори Республіканського тресту олійної промисловості. У жовтні 1932 — травні 1933 року — директор Дніпропетровського обласного відділу Республіканського тресту олійної промисловості. У травні 1933 — липні 1934 року — заступник директора із виробничої частини Республіканського тресту олійної промисловості у Києві.
У липні 1934 — лютому 1935 року — начальник політичного відділу Березівської машинно-тракторної станції Одеської області. У лютому 1935 — січні 1938 року — директор машинно-тракторної станції у селі Велика Благовіщенка Одеської області.
У січні — травні 1938 року — 1-й секретар Горностаївського районного комітету КП(б)У Миколаївської області.
29 травня 1938 — лютий 1939 року — завідувач сільськогосподарського відділу Миколаївського обласного комітету КП(б)У.
У лютому 1939 — березень (офіційно) 1940 року — 2-й секретар Кримського обласного комітету ВКП(б). У січні — жовтні 1940 року — не працював через хворобу.
У жовтні 1940 — квітні 1941 року — начальник Управління державної інспекції із якості сільськогосподарських продуктів Народного комісаріату заготівель СРСР по Кримській АРСР.
У квітні — липні 1941 року — 1-й секретар Маяк-Салинського районного комітету ВКП(б) Кримської області. Звільнений із посади через хворобу. Помер у Кримській АРСР у серпні 1941 року.